# Ramzy Bedia
Pour les articles homonymes, voir Ramzy et Bedia (homonymie).
Ramzy Bedia, parfois simplement appelé Ramzy, est un acteur et humoriste français, né le 10 mars 1972 à Paris. Il accède à la notoriété en formant, avec Éric Judor, le duo comique Éric et Ramzy.

## Biographie

### Jeunesse
Ramzy Habib El Haq Bedia est né dans le 16e arrondissement de Paris. Son père et sa mère sont algériens, originaires respectivement de Kabylie et d'Oran. Il grandit à Gennevilliers. Sa sœur cadette, Melha Bedia, est également devenue actrice et humoriste.

### Révélation comique avec Éric Judor (années 1990-2000)

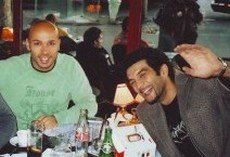
Éric et Ramzy en 2000.

Lorsqu'il rencontre Éric Judor en 1994, Ramzy Bedia est vendeur de vêtements aux Galeries Lafayette. La célébrité acquise par leurs sketchs à la télévision dans l'émission Les Mots d'Éric et Ramzy sur M6 se combine au succès de leurs spectacles sur scène ainsi qu'à celui de la série H (avec Jamel Debbouze et Éric Judor) en 1998 jusqu'au passage au cinéma.
Ils coécrivent et jouent dans La Tour Montparnasse infernale, dont ils confient la réalisation à Charles Nemes. Les Robins des Bois sont également impliqués dans le projet puisque Pierre-François Martin-Laval participe à l'écriture, et Marina Foïs interprète le rôle féminin principal. Le succès commercial du film lance la carrière cinématographique des deux acteurs.
Ils écrivent et réalisent en 2008 le décalé Seuls Two, influencé par le cinéma de Quentin Dupieux, mais ce film n'obtient pas le succès public escompté.

### Carrière solo et diversification (années 2010)
Durant les années 2010, les deux acteurs tracent des trajectoires distinctes : tandis que Judor se concentre sur l'écriture et la réalisation dans l'humour, Ramzy s'aventure dans un registre dramatique en tant qu'acteur.
En 2011, le duo Éric et Ramzy renouent avec leur ton habituel pour Halal police d'État, de Rachid Dhibou, qui est un succès en salles.
Il tient un second rôle dans le drame Des vents contraires, de Jalil Lespert, porté par Benoît Magimel. En 2013, il joue un père de famille dans le film indépendant et social Vandal, de Hélier Cisterne.
En 2014 et 2015, il fait partie des distributions chorales des comédies dramatiques Des lendemains qui chantent, de Nicolas Castro, et Je suis à vous tout de suite, de Baya Kasmi.
En 2016, il co-écrit et réalise une comédie expérimentale à la poésie douce amère, Hibou.
En 2017, il fait partie du large casting du film choral Chacun sa vie, de Claude Lelouch. Mais surtout, il donne la réplique à Isabelle Carré dans le drame Une vie ailleurs, d'Olivier Peyon.
L'année suivante, il confirme dans un registre dramatique en apparaissant dans Lola et ses frères, de Jean-Paul Rouve. Il évolue aux côtés de Ludivine Sagnier, José Garcia et Pauline Clément.
Il garde un pied dans l'humour potache en tenant des seconds rôles dans les comédies Les Nouvelles Aventures d'Aladin (2015), Pattaya (2016) et Coexister (2017) ou encore Taxi 5 (2018) et Alad'2 (2018).
Il surprend aussi en incarnant le personnage de Zorglub dans la comédie d'aventure Les Aventures de Spirou et Fantasio, d'Alexandre Coffre.
En 2019, Jeanne Balibar lui confie le premier rôle masculin de son film Merveilles à Montfermeil (qui sort l'année suivante), où elle lui donne la réplique. Emmanuelle Béart complète le casting principal. La même année, il tient un second rôle dans la comédie dramatique La Lutte des classes, de Michel Leclerc, où il joue un directeur d'école. Toujours la même année, il prête sa voix dans deux épisodes de la série Calls de Timothée Hochet.
Ensuite, Ramzy joue le rôle principal du docteur dans le thriller dramatique Terminal Sud de Rabah Ameur-Zaïmeche qui sort officiellement en salle en novembre 2019.

### Années 2020
En 2020, Bedia apparaît dans plusieurs films. L'acteur travaille également sur l'écriture de son futur deuxième film baptisé Le jour où tous les Arabes sont partis ; il confiera au journal 20 minutes que : « c’est une comédie sur l'immigration où je passe par l'humour pour aborder des sujets sérieux. J'aime les films qui font rire et réfléchir, surtout en tant qu'auteur et réalisateur ».
Il interprète Charas, un des policiers, dans le film d'action Balle perdue, salué par la critique, qui sort sur Netflix en juin. Il joue un rôle moindre dans le film comique Forte de Katia Lewkowicz dont sa sœur Melha Bedia est en tête d'affiche. La fratrie fait une apparition dans Tout simplement noir de Jean-Pascal Zadi la même année. Il interprète également Jules César dans la comédie Brutus vs César de Kheiron distribué par Amazon Prime Video dès septembre de la même année. Il prête sa voix dans la version française du nouveau film d'animation Pixar Soul aux côtés d'Omar Sy et Camille Cottin.
En décembre, Ramzy Bedia est choisi pour jouer le rôle principal dans la nouvelle série Or de lui dirigée par Baptiste Lorber.
En 2023, dans la comédie Youssef Salem a du succès, Ramzy incarne un écrivain affolé par le succès de son roman où il déballe les secrets d’une famille maghrébine en apparence très traditionnelle. Il joue le rôle d'Epidemaïs dans Astérix et Obélix : L'Empire du Milieu de Guillaume Canet. Puis vient la comédie d'action Medellín de Franck Gastambide avec notamment Anouar Toubali qui se lancent dans une course poursuite face à un cartel colombien.

### Vie privée
Ramzy Bedia aurait d'abord eu une première fille, Salomé, née le 2 février 2000 d'une première union avec Sandrine Bogaert, une ancienne présentatrice de télévision.
À partir de 1999, il partage sa vie avec l'animatrice et réalisatrice Anne Depétrini, avec qui il a deux filles : Ella et Ava. Ils divorcent en 2011.
En 2014, il entretient une relation avec Anaïs Hills, actrice pornographique, alors âgée de 26 ans.
En 2020, il a un garçon, Georges Ali avec sa compagne Marion,.

## Filmographie
Sauf indication contraire, les informations mentionnées dans cette section peuvent être confirmées par les bases de données cinématographiques IMDb et Allociné,  présentes dans la section « Liens externes ».

### Acteur de cinéma
- 1999 : Le Ciel, les Oiseaux et... ta mère ! de Djamel Bensalah : le présentateur télé
- 1999 : Recto-verso de Jean-Marc Longval : le garçon
- 1999 : Rêve de cauchemar (court métrage) de Cyril Sebas : Rico
- 2000 : Old School de Karim Abbou et Kader Ayd : Ramzy
- 2001 : La Tour Montparnasse infernale de Charles Nemes : Ramzy
- 2003 : Pecan Pie (court-métrage) de Michel Gondry : un pompiste
- 2004 : Double Zéro de Gérard Pirès : William « Will » Le Sauvage
- 2004 : Les Dalton de Philippe Haïm : Averell Dalton
- 2005 : Il était une fois dans l'Oued de Djamel Bensalah : un commerçant
- 2006 : Bled Number One de Rabah Ameur-Zaïmeche : le mari de Louisa
- 2007 : Steak de Quentin Dupieux : Georges
- 2008 : Seuls Two, de Éric et Ramzy : Curtis/Abdel Kader
- 2009 : Neuilly sa mère ! de Djamel Bensalah : le père de Sami
- 2009 : Le Concert de Radu Mihaileanu : Ahmed
- 2010 : Il reste du jambon ? d'Anne Depétrini : Djalil Boudaoud
- 2011 : Halal police d'État de Rachid Dhibou : Inspecteur Ne3-Ne3
- 2011 : Au bistro du coin de Charles Nemes : Michel Vignaud
- 2011 : Beur sur la ville de Djamel Bensalah : Paki
- 2011 : Des vents contraires de Jalil Lespert : Samir
- 2012 : Hénaut Président de Michel Muller : lui-même
- 2012 : Les Seigneurs d'Olivier Dahan : Fabien Marandella
- 2012 : Les Kaïra de Franck Gastambide : Warner
- 2013 : Vandal de Hélier Cisterne : Farid, le père de Chérif
- 2014 : Des lendemains qui chantent de Nicolas Castro : Sylvain Thalbault
- 2015 : Je suis à vous tout de suite de Baya Kasmi : M. Belkhacem
- 2015 : Les Nouvelles Aventures d'Aladin d'Arthur Benzaquen : Balouad
- 2015 : Lolo de Julie Delpy : l'homme à l'Aston Martin
- 2016 : La Tour de contrôle infernale d'Éric Judor : Bachir Bouzouk
- 2016 : Pattaya de Franck Gastambide : Reza
- 2016 : Hibou de Ramzy Bedia : Rocky
- 2017 : Chacun sa vie de Claude Lelouch : Tahar
- 2017 : Une vie ailleurs de Olivier Peyon : Medhi
- 2017 : Coexister de Fabrice Éboué : Moncef
- 2017 : Rattrapage de Tristan Séguéla : l'examinateur
- 2017 : Épouse-moi mon pote de Tarek Boudali : un Qatari
- 2018 : Les Aventures de Spirou et Fantasio d'Alexandre Coffre : Zorglub
- 2018 : Taxi 5 de Franck Gastambide : Rachid
- 2018 : Alad'2 de Lionel Steketee : Balouad
- 2018 : Lola et ses frères de Jean-Paul Rouve : Zoher
- 2019 : La Lutte des classes de Michel Leclerc : Bensallah
- 2019 : Terminal Sud de Rabah Ameur-Zaïmeche : Le Docteur
- 2019 : Rendez-vous chez les Malawas de James Huth : Sam
- 2020 : Merveilles à Montfermeil de Jeanne Balibar : Kamel Mbrati
- 2020 : Balle perdue de Guillaume Pierret[14] : Charas
- 2020 : Forte de Katia Lewkowicz : Robert
- 2020 : Tout simplement noir de Jean-Pascal Zadi : Lui-même
- 2020 : Les Blagues de Toto de Pascal Bourdiaux : Roger Justin-Petit
- 2020 : T'as pécho ? d'Adeline Picault : Fahim
- 2020 : Brutus vs César de Kheiron : César
- 2021 : Cette musique ne joue pour personne de Samuel Benchetrit : Neptune
- 2021 : Les Fantasmes de David et Stéphane Foenkinos : Jean
- 2022 : Zaï zaï zaï zaï de François Desagnat : Benjamin
- 2022 : Hommes au bord de la crise de nerfs d'Audrey Dana : Romain
- 2022 : Kung Fu Zohra de Mabrouk El Mechri : Omar
- 2023 : Youssef Salem a du succès de Baya Kasmi : Youssef Salem
- 2023 : Astérix et Obélix : L'Empire du Milieu de Guillaume Canet : Epidemaïs
- 2023 : Medellín de Franck Gastambide : Reda[15]
- 2023 : Sentinelle de Hugo Benamozig et David Caviglioli : Fredo
- 2024 : Sirènes d'Adeline Picault : Djiba
- 2025 : Mikado de Baya Kasmi : Vincent
- 2025 : Balle perdue 3 de Guillaume Pierret : Charas
- 2025 : Classe moyenne d'Antony Cordier : Tony Aiziz
- 2025 : Les Tourmentés de Lucas Belvaux : Max

### Acteur de télévision
- 1995 : Jamais deux sans toi...t (série télévisée) de Éric Assous et Alexandre Denim, épisode Le bonheur n'attend pas : le secrétaire de mairie
- 1998-2002 : H (série télévisée) de Kader Aoun, Xavier Matthieu et Éric Judor : Sabri Saïd
- 2011 : Soda (série télévisée) : apparition
- 2011-2019 : Platane (série télévisée) : Ramzy
- 2017 : Dix pour cent : lui-même (saison 2, épisode 1)
- 2019 : Calls : Adrien (saison 2, épisode 3 et 6)
- 2020 : La Flamme (série télévisée, Canal+) : Tony Tonic
- 2021 : Or de lui (série) : Joseph
- 2022: Le Flambeau : Les Aventuriers de Chupacabra : Tony Tonic
- 2022 : LOL : qui rit, sort ! sur Amazon Prime : participation
- 2023 : D'argent et de sang (série télévisée, Canal+) de Xavier Giannoli : Alain Fitoussi
- 2024 : Terminal : Bienvenue à l'aéroport (série télévisée, Canal+) de Jamel Debbouze : Jack

### Acteur de doublage

#### Film en prise de vues réelles
- 1998 : Docteur Dolittle : rat 2 (John Leguizamo) (voix)

#### Films d'animation
- 2004 : Gang de requins : Joe, le dingue (doublage français)
- 2005 : Vaillant, pigeon de combat ! : Vaillant (doublage français)
- 2007 : Cendrillon et le Prince (pas trop) charmant : Mambo (doublage français)
- 2016 : Ozzy, la grande évasion : Ozzy (doublage français)
- 2017 : Sahara : Chef Chef
- 2020 : Soul : Vendelune (doublage français)

#### Séries d'animation
- 2003 : Ratz (série d'animation) de Monsieur Z et Stéphane Melchior : Rapido
- 2007 : Moot-Moot (série d'animation) d'Éric et Ramzy : Berthe MootMoot
- 2014-2015 : Frères d'armes (série documentaire) de Rachid Bouchareb : narrateur du portrait de Pertap Singh d'Idar
- 2019 : Le Grand Bazar (saison 1) : le bébé

### Scénariste
- 1998-2002 : H (série télévisée)
- 2001 : La Tour Montparnasse infernale de Charles Nemes
- 2004 : Les Dalton de Philippe Haïm
- 2007 : Moot-Moot (série d'animation)
- 2008 : Seuls Two, d'Éric Judor et lui-même
- 2010 : Il reste du jambon ? d'Anne Depétrini (collaboration à l'écriture)
- 2011 : Halal police d'État de Rachid Dhibou
- 2016 : La Tour de contrôle infernale d'Éric Judor
- 2016 : Hibou de lui-même

### Réalisateur
- 2008 : Seuls Two, coréalisé avec Éric Judor
- 2016 : Hibou

### Producteur
- 2004 : Les Nicole (série télévisée)
- 2010 : Il reste du jambon ? d'Anne Depétrini
- 2016 : La Tour de contrôle infernale d'Éric Judor

### Autres
- 2009 : Pimp My Ride France (émission télévisée), saison 1 : présentateur
- 2011 : Pimp My Ride Spécial, France (émission télévisée), saison 2 : présentateur
- 2019 : Kem's (émission télévisée) sur Canal+ : présentateur
- 2021 : Mister V - La police 3 (vidéo YouTube) : Lieutenant Coplant